# Zeus
Zeus (starověký řecký Ζεύς [Zeús]; moderní řecký Δίας [Dias]; skloňování Dia, Diovi, Die, Diem) je nejvyšší z bohů řecké mytologie.

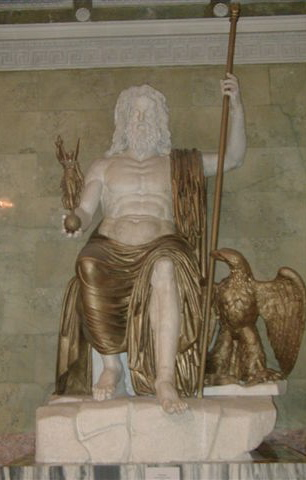
Mramorová a bronzová římská socha sedícího Dia (Ermitáž)

## Původ
Zeus je původem indoevropské božstvo nebes. Výraz je odvozen od indoevropského kořene Djaus a má paralelu ve jménech Deus, Jupiter (řím.), Zeus pater (řec.), Djaus Pitar (védský Nebeský otec), Týr (germ.) aj. Zeus je jediným bohem olympského panteonu, který má etymologicky jasný indoevropský původ.[zdroj?]
Nenacházíme u něj ovšem atribut ztracené ruky tak jako u jeho germánské podoby Týra, dále pak frýžského boha Sabazia, s nímž byl později ztotožněn a který byl zobrazován s bronzovou pravou rukou zdobenou symboly dobrotivosti a laskavosti, a Jupitera, jenž byl při jemu věnovaných oslavách představován mužem jedoucím na voze s pravým předloktím zakrytým v hávu.[zdroj?]
Ve védách se v podobě Djaus Pitar jedná o původně nejstarší božstvo. V mnoha indoevropských náboženstvích byl později buď zastíněn původně nižšími božstvy (Ódinem u severních germánských národů, Indrou u Indů), nebo si udržel vůdčí postavení v trojici nejvyšších božstev (keltský Teutatis, baltský Dievs, římský Jupiter a řecký Zeus).[zdroj?]
Ve slovanském panteonu se pravděpodobně projevil jako Svarog, základem jehož jména je indoevropské svar (světlo), souvisí i se sanskrtským výrazem svarga (nebe) a íránským hvar (slunce).[zdroj?]

## Vývoj Dia

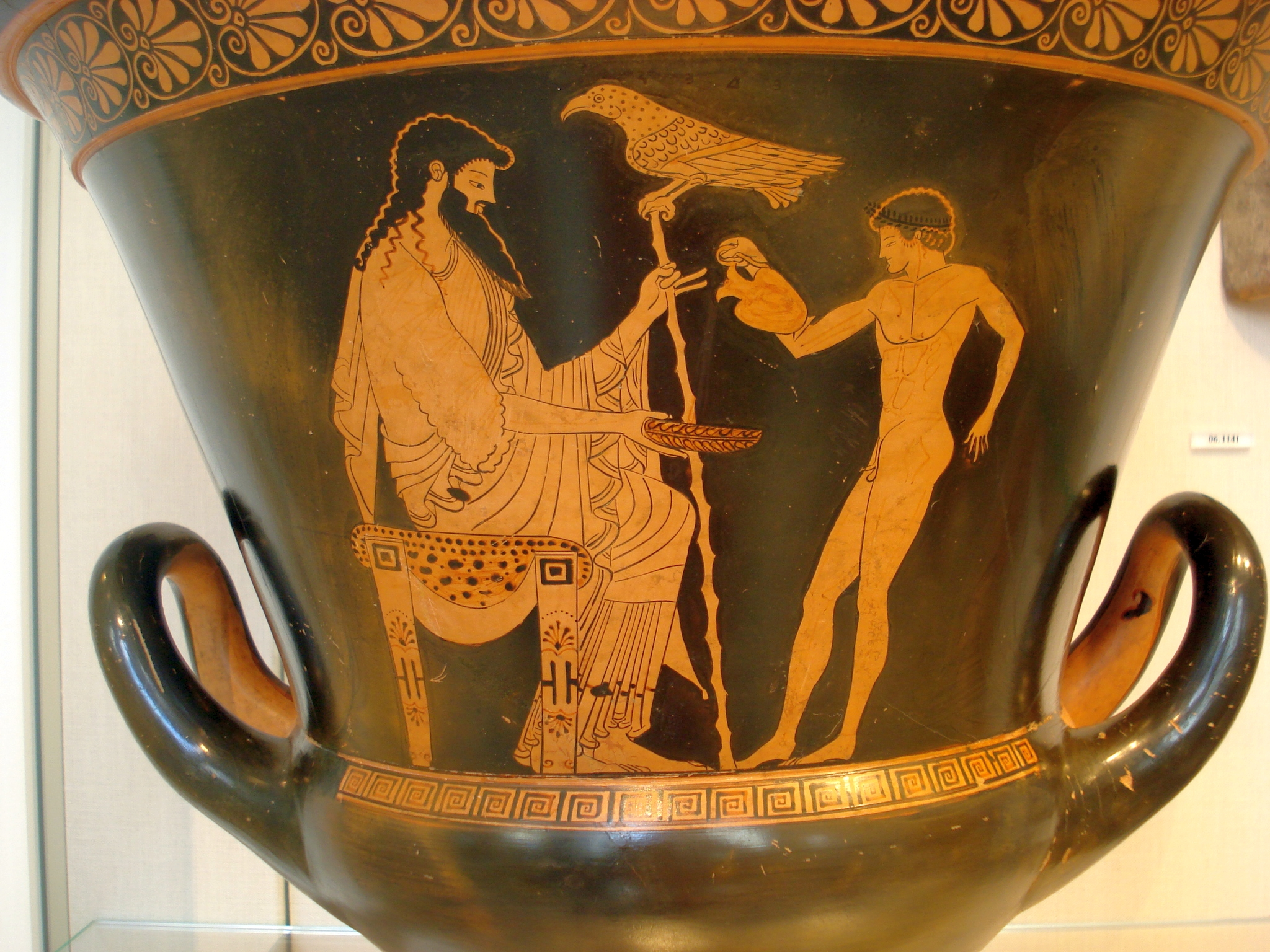
Zeus a Ganymédés (490–480 př. n. l.)

Zeus byl původně relativně nedůležitý indoevropský bůh jasného nebe, časem splynul s několika jinými bohy a stal se bohem počasí. V této podobě se dostal na Krétu, kde se stal i ochráncem mykénských králů. Tato funkce nejpravděpodobněji vyplynula z jeho původní funkce boha dobrého počasí a jasné oblohy. Pro námořně založenou Krétu mělo počasí velký vliv. V této podobě se dostal do Řecka, kde se stal ochráncem řeckých králů.[zdroj?]
Jak se bůh počasí stal i bohem hor, je doposud nejasné, nejpravděpodobnější teorie hovoří o tom, že vzhledem k proměnlivosti počasí na horách se Řekové domnívali, že vládce počasí vládne i horám. V této podobě ho Řekové začali umisťovat na horu Olymp.[zdroj?]
Někdy po roce 1000 př. n. l. se z tohoto boha začal, nejprve lokálně, stávat nejvyšší bůh. Tento přerod byl patrně nejsilnější a nejrychlejší v okolí Smyrny (Izmir), byl velmi dynamický a zdá se, že v době Homéra (cca 750 př. n. l.) již byl téměř dokončený. Jisté je, že právě Homér a později Hésiodos dali tomuto bohu základní podobu, nicméně lze usuzovat, že v době, kdy Hésiodos psal Zrození bohů, byl již Zeus všeobecně považován za jedinou alternativu nejvyššího boha.[zdroj?]
U Homéra je přesto silně patrný Diův vznik z boha počasí; jako takový je velmi prchlivý a často i snadno oklamatelný. V Iliadě se však ukazuje i jeho nová funkce, kdy se pomalu stává ochráncem práva. Tato funkce je pak zesílena Hésiodem, který ji evidentně považoval za primární. Tím je ukončen jeho přerod v nejvyššího boha a původní vlastnosti boha počasí se dostávají do pozadí.[zdroj?]

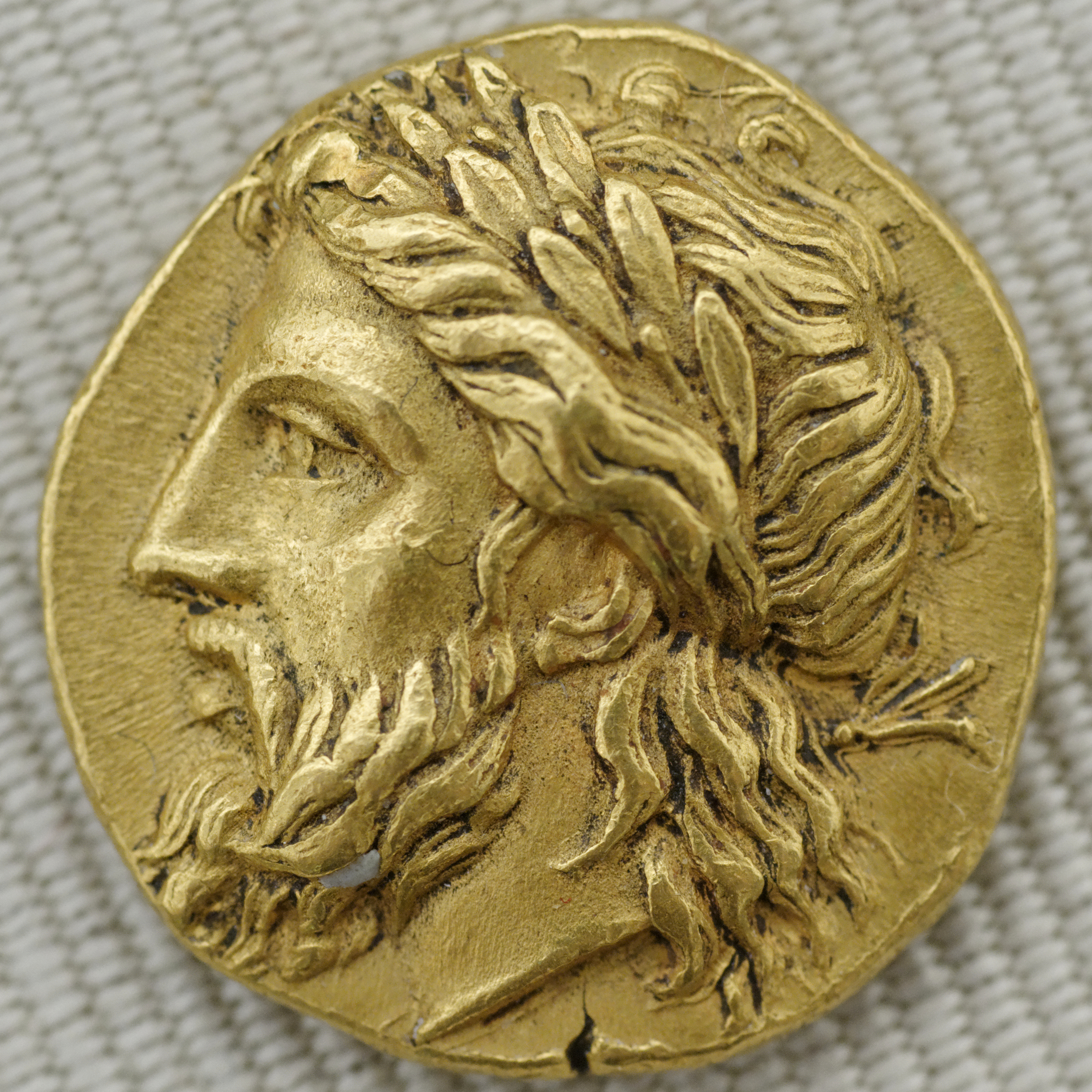
Hlava Dia na zlaté minci, 360–340 př. n. l.

Přesto ho ještě Aischylos v Prosebnicích (Prosebnice, Hiketides, psáno po bitvě u Marathónu – 490 př. n. l.) a zejména v Upoutaném Prométheovi vnímá jako boha značně rozporuplného a stále nezpochybňuje jeho některá primitivní jednání či negativní vlastnosti, které pocházejí právě z raného období bohova života. Ve stejné době se však od Xenofana objevuje první významnější pokus proměnit Dia v boha bez těchto negativních vlastností. Tato a především pozdější polemika o příliš lidských vlastnostech Dia vedla k tomu, že se z něj pomalu stával všemocný bůh. Ve 3. století př. n. l. někteří filosofové naznačovali, že jde vlastně o jediného boha a že ostatní bohové jsou buď jeho vtělení, nebo pouze pomocníci.[zdroj?]
Tento vývoj by nepochybně vedl k monoteismu a k představě jakéhosi universálního, dokonalého Boha. Zajímavé je, že tento trend byl nastolen několika významnými stoiky, což naznačuje, že právě myšlenka rovnosti lidí je jedna z podmínek vytvoření monoteismu. Tyto představy byly nepochybně ovlivněny stylem vlády Alexandra Makedonského. Jejich další rozvoj v podobě Boha Dia nebyl umožněn, neboť ten již v tuto dobu začínal splývat s římským bohem Jovem.[zdroj?]

### Důvody vývoje

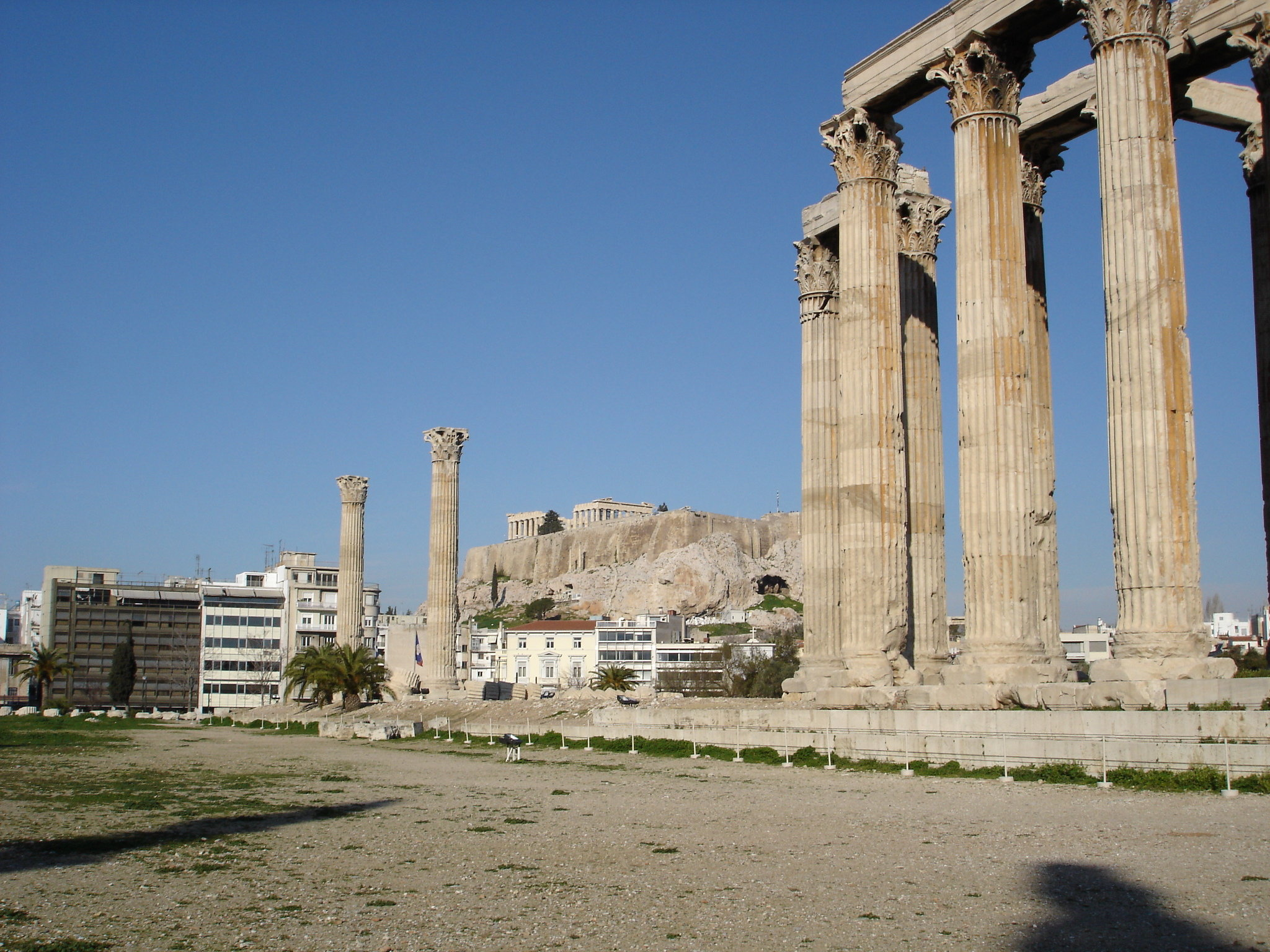
Olympieion, chrám Dia Olympského v Athénách (kolem 130 n. l.)

Vývoj Dia je relativně zajímavý. Z hlediska vývoje bohů je vcelku typické, že s rozvojem společnosti dochází ke snižování počtu bohů. Nejběžnější způsob je, že se z boha něčeho dobrého (v případě Dia dobrého počasí) stane bůh, který přijme i aspekty boha k němu opačného. Tento vývoj nastal pravděpodobně v době raně mykénské (16. století př. n. l.). Zde však Zeus zažil velké povýšení a stal se ochráncem králů; to samozřejmě zvýšilo jeho důležitost, což bylo způsobeno právě výjimečnou důležitostí dobrého počasí na krétskou ekonomiku. Z Mykén se toto pojetí dostalo zpět do Řecka pravděpodobně až někdy ve 13. století př. n. l. U Dia poté nastal relativně nezvyklý přechod, kdy jako bůh počasí přijal funkci boha hor. Tento krok je nezvyklý a u Dia je i problematické ho časově zařadit. V této podobě vydržel až do příchodu dórských kmenů (po roce 1100 př. n. l.). Po celou dobu si však podržel i funkci ochránce řeckých králů.[zdroj?]
Po roce 1000 př. n. l. se situace v Řecku ustálila a začala vznikat centra. S těmi samozřejmě vznikla potřeba hlavního boha. Je ale zvláštní, že se prosadil právě Zeus, neboť v tomto období se začala projevovat zaostalost řeckých horských oblastí. Dalším nečekaným faktorem je rychlost, s jakou se Zeus jako hlavní bůh prosadil – např. v roce 776 př. n. l. se na jeho počest konaly první Olympijské hry. Z toho lze vyvodit, že je pravděpodobné, že v dórském pojetí měl tento bůh nějakou významnou roli a představa toho, že by tento bůh byl ochránce panovníka, pro ně nebyla nepřijatelná. Vzhledem k tomu, že moc jednotlivých lokálních vládců stoupala, musela stoupat i moc jejich ochránce. (Srovnatelný vývoj boha-ochránce panovníka lze pozorovat u mnoha společenství, např. v egyptském náboženství.) Dalším nezanedbatelným faktorem bylo i to, že Dórové přišli do klimaticky příznivé oblasti a jelikož byl původním řeckým kmenům zatlačeným do hor znám i jako bůh hor, byl všemi ochotně přijat za nejvyššího boha.
Jako nejvyšší bůh měl Zeus příliš lidské vlastnosti, což odpovídá jeho rychlému vzniku, neboť se ještě mýty a báje nestačily posunout z vypravování bardů do fáze odlidštění bohů. (Tento sklon se nejvýrazněji projevila u stoiků, ale tento pohled byl spojen s potřebou vytvořit boha, který by lidi morálně převyšoval.) Tyto tendence sílily s rozvojem vzdělanosti v Řecku; protože na lidskou morálku se kladly stále větší nároky, a tak bylo potřeba zmoralizovat i bohy.[zdroj?]

## Schopnosti a možnosti

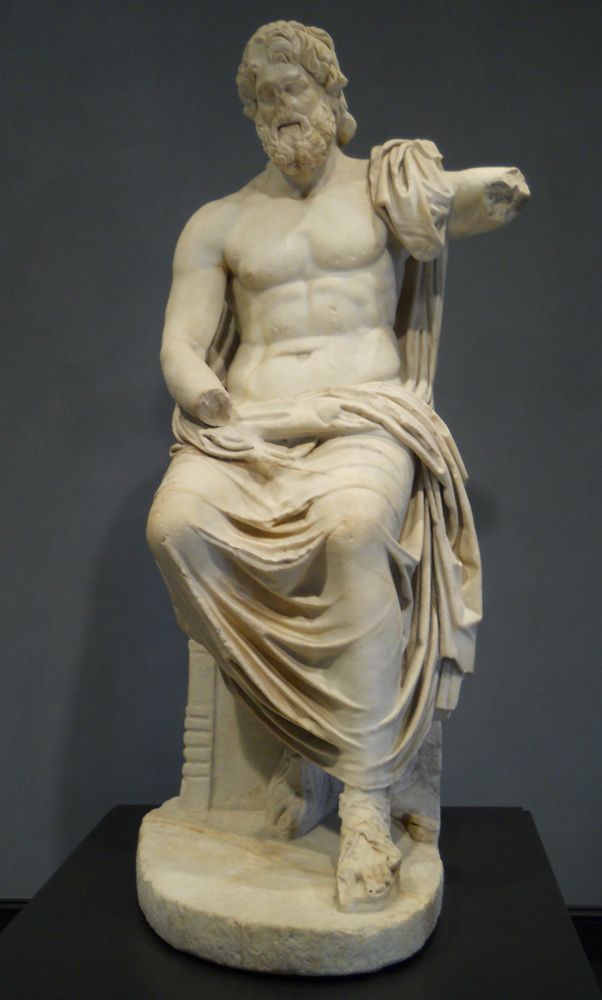
Socha Dia od neznámého autora z 1. století n. l.

Z původní funkce vyplývalo, že Zeus byl vládce počasí, a jako takový ovládal i blesky, které používal jako zbraň. Dále z titulu této funkce shromažďoval mraky, zařizoval déšť, sníh, duhu a ostatní počasí – např. „probouzel vítr“.[zdroj?]
Především z Iliady lze usoudit, že nebyl všemocný ani vševědoucí. Mohl se proměňovat v cokoli a kohokoli a zároveň měl možnost proměňovat i lidi. Zajímavé je, že Diova funkce ochránce vladaře se postupně zcela vytratila a přenesla se na ochránce měst. To bylo patrně způsobené rozvojem demokracie, která neměla přímého vládce, jenž by cítil povinnost za svou vládu někomu děkovat. Přesto mu podléhalo nejen lidstvo, ale i jednotlivec. Došlo také k vývoji od pojetí, že člověk pouze plní Diovu vůli až po silné omezení této funkce, která připadla Moiře.[zdroj?]
Jako nejvyšší bůh dohlížel nad řádem světa, což znamenalo, že zajišťoval střídání noci a dne a ročních dob. Z toho vyplynula jeho funkce ochránce práva, cizinců, přísahy, domu (ve smyslu rodinného krbu) a pohostinnosti. Společensky pak působil jako ochránce sněmu a měst.[zdroj?]
Méně známé je i jeho spojení s věštěním. Byla mu zasvěcena druhá nejvýznamnější řecká věštírna v Dódóně, kde se věštilo podle šumu listů posvátného dubu. Kromě věštění mohl svoji vůli lidem zjevovat pomocí snů, dále pak hromem, bleskem, či letem orla. Především v pozdějším podání vystupuje i jako ochránce práva a spravedlnosti, v této funkci ho ale častěji zastupuje bohyně Diké.[zdroj?]
Podle Iliady má v domě dva sudy, ze kterých posílá jednotlivým lidem dobré nebo špatné věci. Výběr a poměr dobra a zla je závislý jen na něm.[zdroj?]
Podle některých mýtů byl Zeus i tím, kdo rozhodoval o válce a vítězství. Tato funkce však byla limitována ostatními bohy a Zeus si v této oblasti rozhodně nemohl počínat suverénně. Obvykle byl považován za toho, kdo lidem dává nejen moc, ale i spokojenost a statečnost.[zdroj?]
Diovy morální vlastnosti mají velice nestálý charakter, každopádně ho lze označit za mstivého, často i záludného a intrikářského. Manželce byl nevěrný a často se s ní hádal. Měl silně bisexuální sklony, přičemž jeho homosexuální tendence se z dnešního pohledu pohybovaly na hranici pedofilie.[zdroj?]

## Zeus podle klasických řeckých autorů

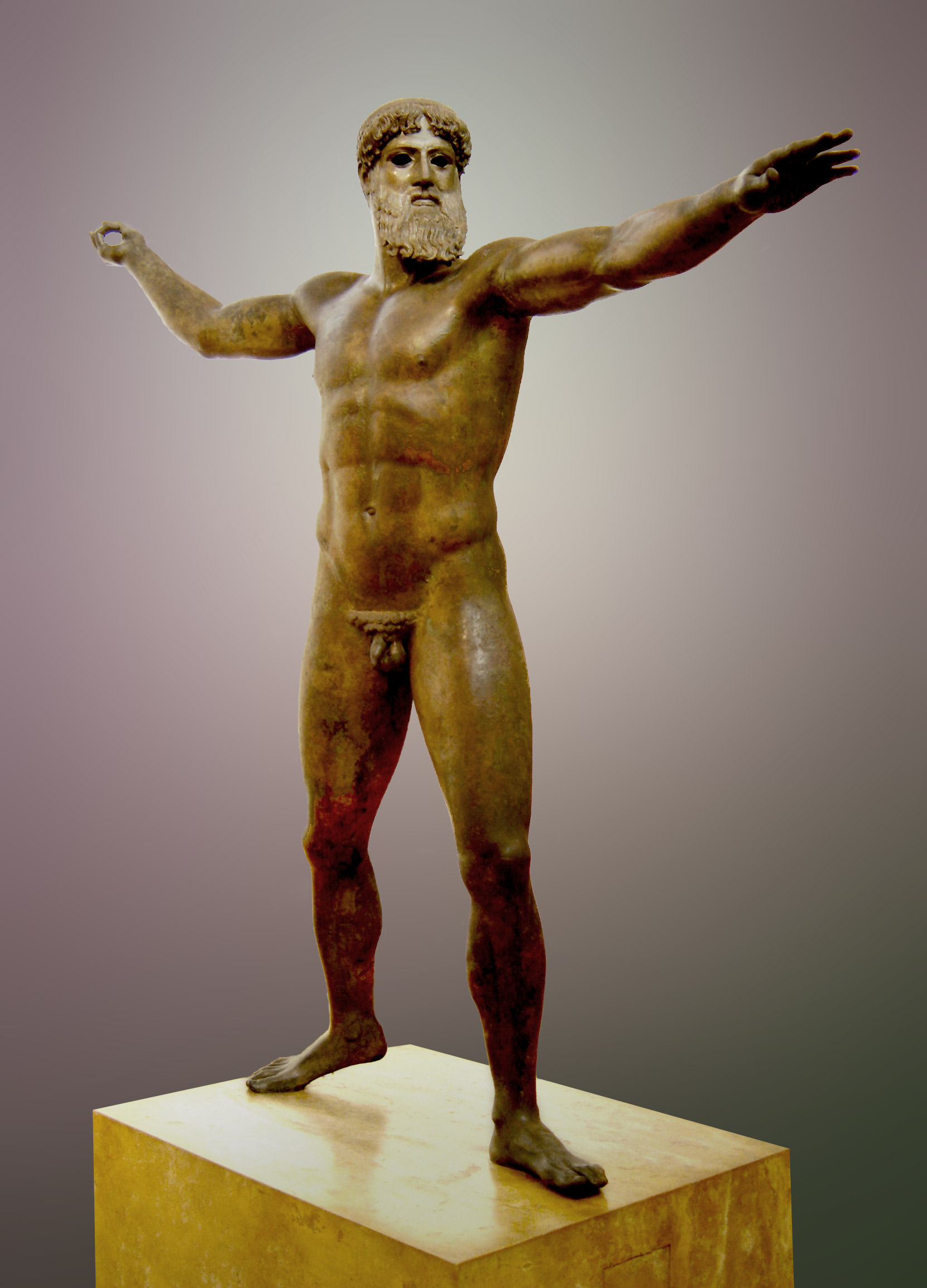
Zeus z Artemísia – jedná se buď o sochu Dia vrhajícího blesk, nebo Poseidóna vrhajícího trojzubec (kolem 470 př. n. l.)

O postavě tohoto boha si děláme představy z mýtů, které sepsali řečtí autoři. Na těchto mýtech je patrný silný neřecký vliv, který pojetí tohoto boha značně ovlivnil. Protože řecké mýty tvoří jakýsi chronologicky pojatý systém, lze sestavit něco jako Diův životopis.[zdroj?]
Zeus je synem Titána Krona a jeho manželky Rheie. Narodil se na Krétě v jeskyni v pohoří Ída (nebo v jeskyni v Aigaiském pohoří, podle dalších verzí šlo o kopec Dikté}, kde ho uschovala jeho matka před Kronem, který se obával vzpoury a každé její dítě preventivně pozřel. Tato obava vycházela z proroctví, že ho jedno z jeho dětí svrhne. Živil se mlékem Amaltheie (což byla podle některých verzí koza, podle jiných nymfa a medem, kterým ho krmily včely a pečovaly o něj kúréti (podle některých verzí i nymfy). Místo Dia dala Rheia Kronovi spolknout kámen zabalený do dětských plen, tento kámen Zeus později umístil v Delfách. Mýtus o jeho narození má evidentně krétské kořeny a dochází zde ke spojení Dia s některým z vegetačních božstev mykénské Kréty.[zdroj?]
Poté, co Zeus vyrostl vedl spolu se svými staršími sourozenci (ty Kronos také původně spolkl, ale jelikož ho tlačil kámen spolknutý místo Dia, vyvrhl je) vzpouru proti Kronovi. V tomto boji, kterého se účastnila většina Titánů na straně Krona, na straně Dia a jeho sourozenců bojovali jednoocí obři Kyklopové a storucí obři Hekatoncheirové. Zeus a jeho spojenci zvítězili po desetiletém boji. Tato část mýtu je zcela jasně řeckého původu a krétský vliv je zde zcela nepatrný.[zdroj?]
Poté si losem rozdělil vládu nad světem se svými bratry – Diovi připadla vláda nad nebem a zemí. Sídlo Dia se tak dostalo do pohoří Olymp, kde sídlil s dalšími vybranými bohy nazývanými Olympané. Diovu vládu vážně ohrozilo povstání obrů Gigantů, které za pomoci ostatních bohů a svého pozemského syna Hérakla potlačil.[zdroj?]
Další mýty pak popisují různé Diovy zálety, nebo jeho zasahování do lidských záležitostí, nemusí v nich nutně vystupovat jako bůh, který člověku pomáhá (např. Prométheus), jako dohlížitel na řád se projevil třeba, když bleskem srazil Faethónta.[zdroj?]

## Symboly

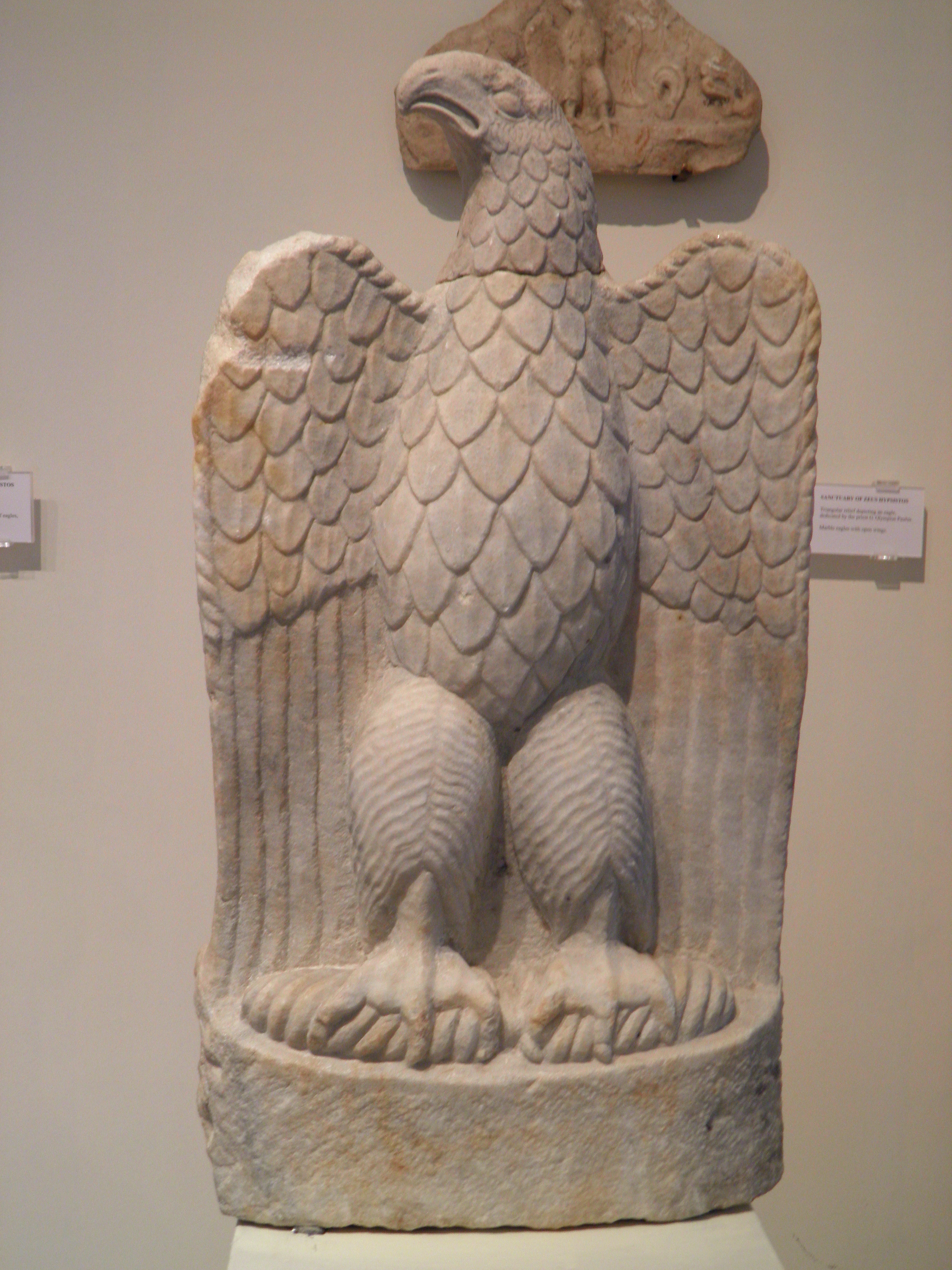
Mramorový orel pocházející z chrámu Dia Hypsista je nyní umístěný v Archeologickém muzeu Dionu

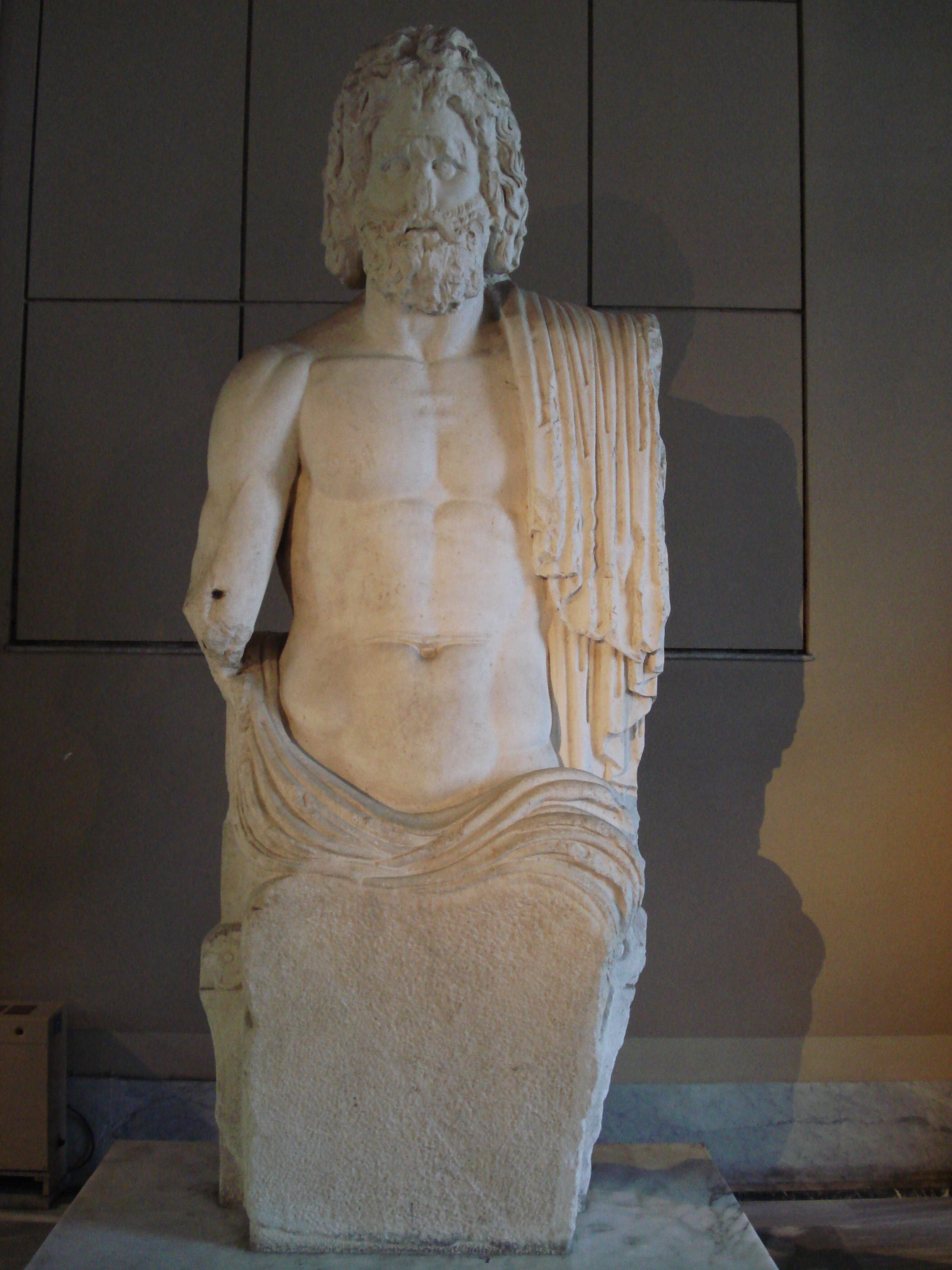
Neúplná socha pravděpodobně Dia pocházející z Gazy, římské období, dnes umístěna v Istanbulském archeologickém muzeu

Diovým symbolem byl orel, svazek blesků a žezlo. Jeho posvátným stromem je dub. Vlastnil rovněž nezničitelný štít aigis, který mu zhotovil Héfaistos z kozí kůže.[zdroj?]

## Rodinné poměry
Z velkého množství dětí lze říci, že pouze některé si vynutila mytologická logika, v takovýchto případech lze najít u tohoto potomka jistou příbuznost s jasným nebem. U ostatních se jednalo pouze o snahu logicky uspořádat mytologii a vytvořit příbuzenskou linii zpravidla s královskými rody.[zdroj?]
- Rodiče
  - Kronos (otec)
  - Rheia (matka)
- Sourozenci
  - Sestry
    - Hestia
    - Démétér
    - Héra (zároveň manželka)

  - Bratři
    - Hádés
    - Poseidón
- Manželky
  - Métis
  - Héra (zároveň sestra)
- Děti
  - Manželské (s Hérou)
    - Arés (bůh války)
    - Hébé (bohyně věčné mladosti)
    - Eileithýia (bohyně porodu)
    - Héfaistos (bůh ohně a kovářství)

  - Nemanželské
    - S bohyněmi (řazeno abecedně podle matky)
      - Persefona (matka Démétér – zároveň sestra)
      - Afrodíté (matka Dióna, pouze u Homéra)
      - Charitky (matka Eurynomé)
      - Apollón a Artemis (matka Létó)
      - Hermés (matka Maia)
      - Múzy (devět dětí z devíti nocí strávených s ní po sobě, matka Mnémosyné)
      - Helena (matka Nemesis, někdy je za matku označována Léda)
      - Moiry a Hóry (matka Themis)

    - S nebohyní (řazeno abecedně podle matky)
      - Aiakos (matka Aigína)
      - Héraklés (matka Alkména, velmi výjimečně za matku považována Semelé)
      - Amfíón a Zéthos (matka Antiopa)
      - Perseus (matka Danaé)
      - Mínós, Rhadamanthys a Sarpédón (matka Európa)
      - Epafos (matka Íó)
      - Arkas (matka Kallistó)
      - Polydeukés (viz též Dioskúrové) (matka Léda)
      - Dionýsos (matka Semelé, velmi výjimečně i matka Hérakla)
      - Tantalos

    - Bez matky
      - Athéna (vyskočila mu z hlavy, ale plod pocházel od první manželky Métis, kterou pojal za svou část)

## Uctívání
Kolem Dia se jako kolem každého významnějšího boha této oblasti vytvořil docela silný kult, ten neměl ustálená pravidla a nijak nevybočoval z rámce rituálů věštných řeckých respektive indoevropských bohů. Co se obětí týče tak v tomto kultu je zaznamenáno několik lidských oběti, později docházelo ke klasicky řeckému způsobu obětování.[zdroj?]
K jeho poctě se konaly závody v Olympii (olympijské hry) a v Nemei. Dále existovala řada běžných oslav na jeho počest a řada mimořádných oslav, kdy si ho bylo třeba naklonit.[zdroj?]
Zeus měl relativně důležitou roli v očistných a smírných obřadech.[zdroj?]

## Zeus v umění
Zeus samozřejmě zasáhl výrazným způsobem do umění, jednak mu bylo zasvěceno několik chrámů a jednak byl často zobrazován ve výtvarném umění.[zdroj?]
Z chrámů se nejznámějším stal Diův chrám v Olympii, který byl dlouhou dobu největším řeckým chrámem. V tomto chrámu byla umístěna nejznámější Diova socha tzv. Feidiova socha Dia v Olympii z roku 453 př. n. l., která byla pokládána za jeden ze sedmi divů světa. Jejím autorem byl sochař Feidiás.[zdroj?]
Další velmi známý chrám byl Olympion v Athénách. Velký význam měla i věštírna v Dódóně, která byla zasvěcena Diovi. Mimo Řecko byl nejznámějším chrámem patrně chrám v Akragantu na Sicílii.[zdroj?]
Ve výtvarném umění byl Zeus zobrazován nejčastěji, jak vrhá blesky, nebo při některých výjevech z mytologie, nejvděčnějším tématem se stalo svržení Titánů do Tartaru, či boj s Giganty.[zdroj?]
Mimo Feidiovy sochy se stalo slavné sousoší Dia s Ganymédem, či socha Zeus s Oticoli. Z novější doby jsou známa zobrazení především jeho milostných afér jako je Léda s labutí, nebo scény zobrazující všechny Olympské bohy.[zdroj?]